# Omar Gómez
Omar Hugo Gómez (Quilmes, 3 de octubre de 1955-Florencio Varela, 4 de mayo de 2021) fue un futbolista argentino. Apodado Indio, fue uno de los grandes ídolos de la hinchada de Quilmes. Volante ofensivo con gran manejo de balón, se destacaba por sus inesperadas gambetas.

## Carrera deportiva
Fue campeón de la Primera División con Quilmes en 1978. Con el equipo quilmeño ascendió dos veces, una a Primera División (Temporada 1975), y una a la Primera Nacional "B" (Temporada 1986/87). Como director técnico, en 2000 trabajó en Cerro Porteño de Presidente Franco, de Paraguay. Falleció el 4 de mayo de 2021 por una complicación pulmonar tras haberse contagiado de COVID-19 a los 65 años.

## Trayectoria como futbolista
- 1974-1978 Quilmes
- 1979 Newell's Old Boys
- 1979 Dallas Tornado
- 1980-1985 MISL (USA)
- 1986-1990 Quilmes
- 1991 MISL (USA)

## Trayectoria como entrenador
- 2000 Cerro Porteño de Presidente Franco